# Рогачич (Вис)
Рогачич (хорв. Rogačić) — населений пункт у Хорватії, в Сплітсько-Далматинській жупанії у складі міста Вис.

## Населення
Населення за даними перепису 2011 року становило 12 осіб.
Динаміка чисельності населення поселення:

## Клімат
Середня річна температура становить 16,26 °C, середня максимальна – 27,78 °C, а середня мінімальна – 4,82 °C. Середня річна кількість опадів – 611 мм.
| Клімат поселення                              | Клімат поселення | Клімат поселення | Клімат поселення | Клімат поселення | Клімат поселення | Клімат поселення | Клімат поселення | Клімат поселення | Клімат поселення | Клімат поселення | Клімат поселення | Клімат поселення | Клімат поселення |
| Показник                                      | Січ.             | Лют.             | Бер.             | Квіт.            | Трав.            | Черв.            | Лип.             | Серп.            | Вер.             | Жовт.            | Лист.            | Груд.            |                  |
| Середній максимум, °C                         | 13,44            | 12,67            | 14,48            | 17,46            | 22,18            | 26,02            | 27,78            | 27,70            | 23,78            | 19,95            | 15,90            | 13,56            |                  |
| Середня температура, °C                       | 9,51             | 8,75             | 10,55            | 13,56            | 18,26            | 22,09            | 25,08            | 25,00            | 21,08            | 17,25            | 13,19            | 10,85            |                  |
| Середній мінімум, °C                          | 5,60             | 4,82             | 6,63             | 9,62             | 14,36            | 18,17            | 22,37            | 22,30            | 18,37            | 14,55            | 10,48            | 8,14             |                  |
| Норма опадів, мм                              | 59               | 48               | 55               | 48               | 40               | 32               | 20               | 35               | 55               | 67               | 81               | 71               |                  |
| Середньомісячна швидкість вітру, м/с          | 3.84             | 4.00             | 4.03             | 3.75             | 3.27             | 2.96             | 3.01             | 2.88             | 3.24             | 3.50             | 4.25             | 4.13             |                  |
| Середньомісячна сонячна радіація, кДж/м²·день | 5657             | 8437             | 12160            | 16869            | 20952            | 23721            | 25239            | 22060            | 16354            | 10718            | 6180             | 4783             |                  |
| --------------------------------------------- | ---------------- | ---------------- | ---------------- | ---------------- | ---------------- | ---------------- | ---------------- | ---------------- | ---------------- | ---------------- | ---------------- | ---------------- | ---------------- |
| Джерело:                                      |                  |                  |                  |                  |                  |                  |                  |                  |                  |                  |                  |                  |                  |